# Erica nervata
Erica nervata är en ljungväxtart som beskrevs av Guthrie och Bolus. Erica nervata ingår i släktet klockljungssläktet, och familjen ljungväxter. Inga underarter finns listade i Catalogue of Life.